# Bothriechis thalassinus
La víbora de pestañas del Merendón (Bothriechis thalassinus) es una serpiente venenosa de la subfamilia de víboras de foseta. Esta especie se halla en Guatemala y Honduras.

## Descripción
Bothriechis thalassinus es una víbora de foseta de mediano tamaño con un cuerpo delgado y una cola prensil. Los adultos son por lo general 60-80 cm de largo, con una longitud máxima de 97 cm. 
Cuenta con 21-23 filas de escamas dorsales a medio-cuerpo.
La cabeza y el cuerpo por lo general tienen un color dorsal verde, cambiando hacia un color verde-amarillento a lo largo de los flancos. El vientre es generalmente de color más claro: crema, verde claro o verde-amarillento pálido. El patrón dorsal puede tener manchas irregulares, de color turquesa hasta negro, o manchas pequeñas que no llega muy lejos por los lados.
La cabeza tiene 2 franjas negras y está moteada de negro en la parte superior. Al igual que todas las víboras de foseta, B. thalassinus tiene un par de fosetas loreales, o termoreceptores, ubicado entre el ojo y el hocico en ambos lados de la cabeza.

## Nombres comunes
Víbora de pestañas del Merendón, Yax chan, culebra verde.

## Distribución geográfica
Su área de distribución se extiende desde el este de Guatemala hasta el oeste de Honduras. En Guatemala, la especie se encuentra en las cadenas montañosas del oriente de Guatemala: Sierra de Caral en Izabal y Sierra del Merendón en Zacapa.

## Hábitat
Ocurre en la parte baja de bosque montano muy húmedo y bosque montano húmedo en altitudes de 885-1730m.

## Comportamiento
Al igual que otros miembros de Bothriechis, esta especie es principalmente nocturna y arbórea. Se alimenta de ranas, lagartos y ocasionalmente pequeños mamíferos y aves. Esta serpiente no tiene la reputación de ser agresiva, pero puede atacar rápidamente cuando es perturbada o molestada.

## Reproducción
B. thalassinus es ovovivípara. El tamaño promedio de una camada es probablemente inferior a 10-12 crías.

## Veneno
Las características de su veneno aún no son bien conocidas. Contiene principalmente factores hemotóxicos, y posiblemente factores neurotóxicos o miotóxicos leves. 
Es raramente encontrada por humanos, y mordeduras son poco frecuentes. Los síntomas típicos de envenenamiento incluyen dolor local, inflamación, leve necrosis local, náuseas, "hormigueo" de un dígito o de una extremidad. No hubo víctimas mortales confirmadas asociadas con las mordeduras de esta especie.